# Clypse Course

Het circuit

De Clypse Course is een circuit dat van 1954 tot 1959 werd gebruikt voor de Lightweight TT, de Ultra-Lightweight TT en de Sidecar TT. Deze wedstrijden maakten allemaal deel uit van de Isle of Man TT. De naam stamt waarschijnlijk van het Scandinavische woord "Kleppsstar" (Klepp's boerderij), waaruit ook "Clypse Beg" en "Clypse Mooar" zijn ontstaan. 
Het circuit ligt in de civil parish Onchan op het eiland Man. Het is 10,92 mijl (17,63 km) lang. 

## Voorgeschiedenis
Tot 1954 werden alle wedstrijden die deel uitmaakten van de Isle of Man TT verreden op de Snaefell Mountain Course, een 60 km lang stratencircuit dat over een groot deel van het eiland gaat. Daarbij werd door dorpen en steden en over de flanken van de berg Snaefell geracet. De zwaardere klassen, de 350 cc Junior TT en vooral de 500 cc Senior TT kenden een groot deelnemersveld en bovendien kenden ze een interval-start en een groter aantal ronden dan de lichte 125 cc Ultra-Lightweight TT en de 250 cc Lightweight TT. In de zware klassen bleven daardoor voortdurend motorfietsen aan het publiek voorbij rijden. De lichtere klassen waren veel minder interessant voor de toeschouwers. Daar kwam nog bij dat vooral de Italiaanse merken zich inzetten in de lichte klassen, maar omdat de eigen coureurs geen of weinig kans hadden om de Mountain Course te leren kennen, waren ze gedwongen Britse coureurs in te zetten. Er was een situatie ontstaan waarin de Italiaanse merken in alle klassen de overhand kregen in het wereldkampioenschap wegrace, maar met Britse motorcoureurs. Voor de lichte klassen was de Isle of Man TT van groot belang, omdat het hele wereldkampioenschap slechts drie of vier wedstrijden telde. De organisatie van de Isle of Man TT had er dus belang bij de lichte klassen interessanter te maken voor het publiek én voor de buitenlandse deelnemers, waaronder in 1954 ook de Duitsers met hun NSU's en DKW's gerekend moesten worden. 

## Clypse Course

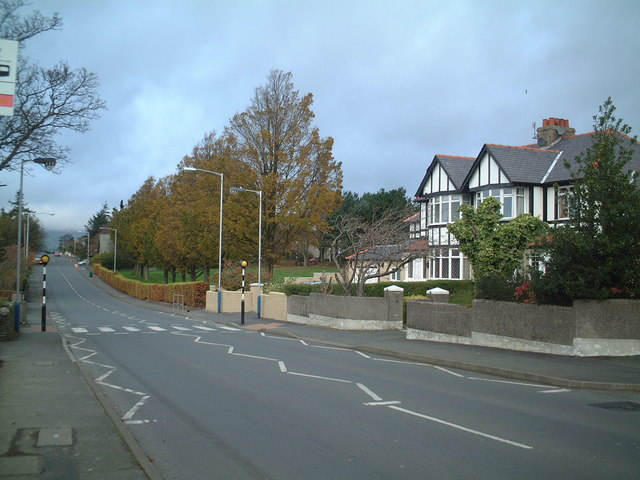
Ballanard Road in Douglas

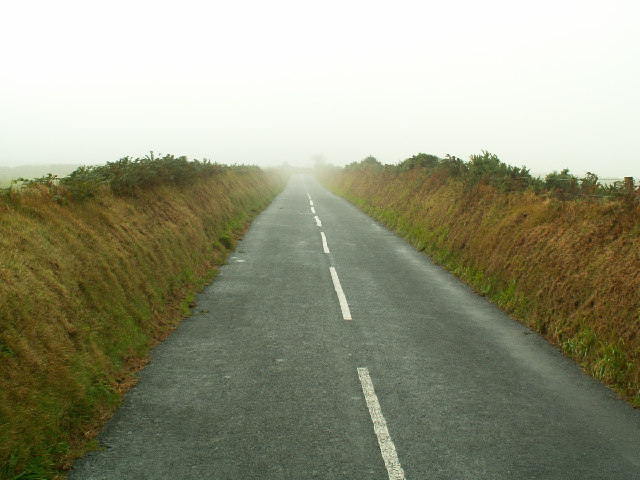
Begoade Road van Creg-ny-Baa naar Ballacour Corner

De oplossing werd gevonden in een korter circuit, dat echter nog steeds op enkele delen gebruik maakte van de originele Mountain Course, zodat er tijdens de TT-week niet twee aparte circuits voorbereid hoefden te worden. In de winter van 1953/1954 werd de weg verbreed bij Creg-ny-Baa, Signpost Corner en de aanloop richting Governor's Bridge. Dat had waarschijnlijk te maken met de herintroductie van de zijspanklasse, die in 1923, 1924 en 1925 ook al verreden was. Zo bleef de start bij de TT Grandstand behouden, maar men draaide bij Willaston Corner meteen rechtsaf de A18 Ballanard Road op (de Mountain Course ging nog een stuk rechtdoor richting Quarterbridge). De Clypse Course ging richting Hillberry Corner en kwam daar weer uit op het laatste deel van de Mountain Course, maar in tegenovergestelde richting. Men volgde de Mountain Course tot aan Creg-ny-Baa. Daar kwam de Mountain Course uit noordwestelijke richting langs de voorkant van het hotel, de Clypse Course vanuit het zuiden rechtsaf over de Creg-ny-Baa Back Road. De Mountain Course werd verlaten door de B12 naar het noordoosten te volgen tot aan Ballacour Corner. Daar werd afgedraaid naar Cronk-ny-Garroo langs de B20 Begoade Road. Bij Hall Corner draaide men de A2 richting Douglas op, maar men reed niet rechtstreeks terug naar de Grandstand. Om de teams en het publiek te informeren over de posities moest men langs Signpost Corner, van waaruit werd doorgegeven wie er voorbij kwam. Daartoe werd bij de Manx Arms in Onchan rechtsaf gedraaid op Avondale Road richting Hillberry en bij Signpost kwam men weer in de juiste richting op de Mountain Course. Het hoogste punt van het circuit ligt 261 meter boven de zeespiegel bij Ballacarrooin Hill.

## Wedstrijden
In 1954 reden nog uitsluitend de Ultra-Lightweigt TT en de Sidecar TT op de Clypse Course. De herintroductie van de zijspannen ging niet zonder slag of stoot, want de fabrikanten waren ertegen en bovendien was niet iedereen het eens met de deelname van een vrouw aan de Isle of Man TT; Inge Stoll was de bakkeniste van Jacques Drion. In 1955 werd ook de Lightweight TT naar de Clypse Course verplaatst. In dat jaar reden eenmalig de Clubmans Senior TT en de Clubmans Junior TT op de Clypse Course. Dit waren klassen voor privérijders die in 1947 waren ingesteld. Zo konden er niet alleen meer mensen in staat worden gesteld op het eiland Man te racen, maar een voordeel was ook dat in deze klassen Britse merken als AJS, Ariel, BSA, Norton, Triumph en Velocette de dienst uitmaakten omdat de productieracers van die merken gemakkelijk bereikbaar waren voor Britse amateurs. In 1960 werden alle raceklassen overgeplaatst naar de Snaefell Mountain Course. 

## Snelste ronde
De snelste raceronde op de Clypse Course werd in 1959 gereden in de Lightweight TT door Tarquinio Provini. Hij reed met MV Agusta een ronde in 8 minuten en 4,2 seconden, met een gemiddelde snelheid van 129,1 km/h.

## Na 1960
Alleen de delen die geen deel uitmaken van de Mountain Course worden soms nog gebruikt voor wielerwedstrijden, heuvelklimwedstrijden of races met klassieke auto's. Op de B12 Creg-ny-Baa Back Road en de B20 Begoade Road worden delen van de Rally Isle of Man en de Manx Rally gehouden. 

## Winnaars op de Clypse Course
| Jaar | Klasse               | Coureur                             | Constructeur     | Motor                   |
| ---- | -------------------- | ----------------------------------- | ---------------- | ----------------------- |
| 1954 | Ultra-Lightweight TT | Rupert Hollaus                      | NSU              | Rennfox                 |
| 1954 | Sidecar TT           | Eric Oliver / Les Nutt              | Norton-Watsonian | Manx Silverfish Kneeler |
|      |                      |                                     |                  |                         |
| 1955 | Ultra-Lightweight TT | Carlo Ubbiali                       | MV Agusta        | 125 Bialbero            |
| 1955 | Lightweight TT       | Bill Lomas                          | MV Agusta        | 203 Bialbero            |
| 1955 | Sidecar TT           | Walter Schneider / Hans Strauß      | BMW              | RS 54 zijspanracer      |
| 1955 | Clubmans Junior TT   | Jimmy Buchan                        | BSA              | DB32 Gold Star          |
| 1955 | Clubmans Senior TT   | Eddie Dow                           | BSA              | DB34 Gold Star          |
|      |                      |                                     |                  |                         |
| 1956 | Ultra-Lightweight TT | Carlo Ubbiali                       | MV Agusta        | 125 Bialbero            |
| 1956 | Lightweight TT       | Carlo Ubbiali                       | MV Agusta        | 203 Bialbero            |
| 1956 | Sidecar TT           | Fritz Hillebrand / Manfred Grunwald | BMW              | RS 54 zijspanracer      |
|      |                      |                                     |                  |                         |
| 1957 | Ultra-Lightweight TT | Tarquinio Provini                   | Mondial          | 125 Bialbero            |
| 1957 | Lightweight TT       | Cecil Sandford                      | Mondial          | 216 Bialbero            |
| 1957 | Sidecar TT           | Fritz Hillebrand / Manfred Grunwald | BMW              | RS 54 zijspanracer      |
|      |                      |                                     |                  |                         |
| 1958 | Ultra-Lightweight TT | Carlo Ubbiali                       | MV Agusta        | 125 Bialbero            |
| 1958 | Lightweight TT       | Tarquinio Provini                   | MV Agusta        | 250 Bialbero            |
| 1958 | Sidecar TT           | Walter Schneider / Hans Strauß      | BMW              | RS 54 zijspanracer      |
|      |                      |                                     |                  |                         |
| 1959 | Ultra-Lightweight TT | Tarquinio Provini                   | MV Agusta        | 125 Bialbero            |
| 1959 | Lightweight TT       | Tarquinio Provini                   | MV Agusta        | 250 Bicilindrica        |
| 1959 | Sidecar TT           | Walter Schneider / Hans Strauß      | BMW              | RS 54 zijspanracer      |